# Маклеллэн, Сайлэс
Сайлэс Маклеллэн (англ. Silas McLellan; род. 17 марта 1897,Ноэль, Новая Шотландия, Канада — 10 февраля 1974, там же) — канадский легкоатлет, бегун-марафонец. Участник Летних Олимпийских игр 1928 года. Пятикратный победитель Галифаксского марафона, участник Бостонского марафона.

## Биография
Сайлэс Маклеллэн родился 17 марта 1897 года в Ноэле, Новая Шотландия.
11 июня 1918 года был призван к службе в армии Британской империи в лагере Олдершот. Был присоединён к 1-му складскому батальону полка Новой Шотландии. Прибыл в Ливерпул 16 августа 1918 года в составе 17-го резервного батальона. Служил на территории Великобритании до июня 1919 года, после вернулся в Канаду и был демобилизован 5 июля 1919 года в Галифаксе, Новая Шотландия.
В Галифаксе стал тренироваться у тренера Виктора Маколи.
В 1928 году вошёл в состав олимпийской сборной Канады для участия в Летних Олимпийских игр 1928 года.
5 августа стал одним из 5 канадских легкоатлетов принимающих участие в марафоне. В дисциплине занял 26 место с результатом 2:49:33.
Спустя два года принял участие в Галифаксском марафоне и финишировал первым.
19 апреля того же года принял участие в Бостонском марафоне на котором занял 9 место.
В 1964 году он был занесен в Зал спортивной славы Новой Шотландии.
Скончался 10 февраля 1974 года в родном городе.

## Личный рекорд
Личный рекорд: 2:49:33 (1928)